# Целебешка палмина цибетка
Целебешка палмина цибетка (Macrogalidia musschenbroekii) је врста сисара из реда звери (Carnivora) и породице цибетки (Viverridae).

## Распрострањење
Индонезија је једино познато природно станиште врсте.

## Станиште
Врста Macrogalidia musschenbroekii има станиште на копну.

## Начин живота
Исхрана врсте Macrogalidia musschenbroekii укључује мале сисаре. 

## Угроженост
Ова врста се сматра рањивом у погледу угрожености врсте од изумирања.

### Популациони тренд
Популација ове врсте се смањује, судећи по расположивим подацима.